# أبروباربيتال
أبوباربيتال (بالإنجليزية: Aprobarbital)‏ ويعرف بالاسم التجاري أورمان (بالإنجليزية: Oramon)‏ وهو دواء يستخدم لعلاج اضطرابات القلق المعتدلة والشديدة ونوبات الهلع، كما يستخدم كعلاج إضافي للقلق المرتبط بالاكتئاب المعتدل. ويعتبر ابوباربيتال مهدئ ومنوم، ومضاد للتشنجات، كما يساعد على ارتخاء العضلات.